# 卧式自行车

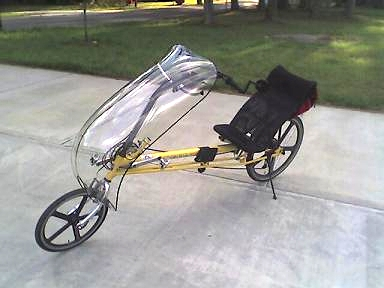
斜躺車

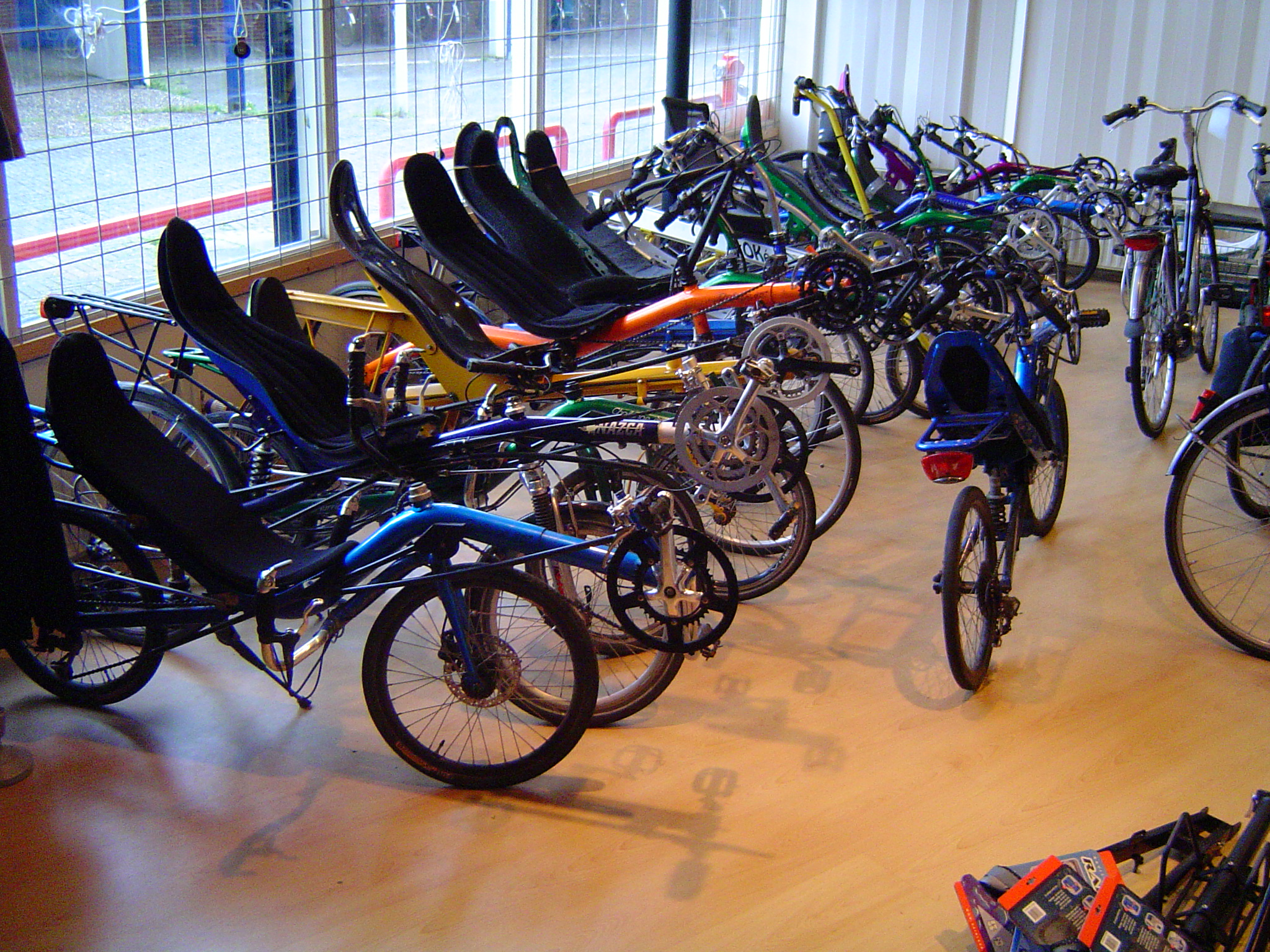
位於荷蘭奈梅亨的斜躺車

斜躺車又稱卧式自行车，是一种骑行者必須擺出仰卧姿势才能騎行的自行車。大多数卧式自行车骑行者認為此類自行車符合人因工程学以及空气动力学設計，而且卧式自行车的速度比普通自行车的速度快得多。不過在1934年，國際自行車聯盟拒絕接納卧式自行车比賽。卧式自行车有一個傾斜的靠背，骑行者騎行時其背部和臀部都與靠背接觸，而且靠背面積較大。而普通的自行车，骑行者只能與自行車坐墊、自行車腳踏和自行車手把直接接觸。